# Лебанон (округ)
Округ Ле́банон (англ. Lebanon County) располагается в штате Пенсильвания, США. Официально образован 16 февраля 1813 года. По состоянию на 2010 год, численность населения составляла 133 568 человек.

## География
По данным Бюро переписи США, общая площадь округа равняется 940,171 км2, из которых 937,581 км2 суша и 2,590 км2 или 0,200 % это водоемы.

## Население
По данным переписи населения 2000 года в округе проживает 120 327 жителей в составе 46 551 домашних хозяйств и 32 771 семья. Плотность населения составляет 128,00 человек на км2. На территории округа насчитывается 49 320 жилых строений, при плотности застройки около 53,00-х строений на км2. Расовый состав населения: белые — 94,46 %, афроамериканцы — 1,29 %, коренные американцы (индейцы) — 0,13 %, азиаты — 0,89 %, гавайцы — 0,04 %, представители других рас — 2,26 %, представители двух или более рас — 0,94 %. Испаноязычные составляли 4,96 % населения независимо от расы.
В составе 30,40 % из общего числа домашних хозяйств проживают дети в возрасте до 18 лет, 57,40 % домашних хозяйств представляют собой супружеские пары проживающие вместе, 9,20 % домашних хозяйств представляют собой одиноких женщин без супруга, 29,60 % домашних хозяйств не имеют отношения к семьям, 25,20 % домашних хозяйств состоят из одного человека, 11,10 % домашних хозяйств состоят из престарелых (65 лет и старше), проживающих в одиночестве. Средний размер домашнего хозяйства составляет 2,49 человека, и средний размер семьи 2,98 человека.
Возрастной состав округа: 23,70 % моложе 18 лет, 8,20 % от 18 до 24, 28,00 % от 25 до 44, 23,70 % от 45 до 64 и 23,70 % от 65 и старше. Средний возраст жителя округа 39 лет. На каждые 100 женщин приходится 95,00 мужчин. На каждые 100 женщин старше 18 лет приходится 91,70 мужчин.